# Nyjnohirskyï
Nyjnohirskyï (en ukrainien : Нижньогірський), Nijnegorski (en russe : Нижнегорский) ou Seyitler (en tatar de Crimée) est une commune urbaine de république autonome de Crimée, en Ukraine, occupée par la Russie depuis 2014, centre administratif du raïon de Nyjnohirskyï. Sa population s'élevait à 9 460 habitants en 2013.

## Géographie
Nyjnohirskyï est située dans la partie nord-est de la péninsule de Crimée, au bord du petit fleuve Salhir, à 74 km au nord-est de Simferopol.

## Histoire
La première mention de Seyitler remonte au XVIIe siècle. Le village devient une commune urbaine en 1938. Après la déportation des Tatars de Crimée, elle est rebaptisée Nyjnohirskyï en 1945. Le Canal de Crimée du Nord, qui traverse le territoire de la commune de Nyjnohirskyï, a permis le développement de cultures irriguées dans cette région plutôt aride de Crimée.

## Population
Sur 996 habitants recensés en 1926, la population comprenait 709 Russes, 71 Ukrainiens, 54 Arméniens, 47 Juifs, 29 Allemands, 23 Bulgares et 20 Tatars de Crimée.
Recensements (*) ou estimations de la population :
| 1805 | 1926* | 1939* | 1959* | 1970* | 1979* |
| ---- | ----- | ----- | ----- | ----- | ----- |
| 48   | 996   | 3 149 | 4 208 | 7 570 | 9 344 |

| 1989*  | 2001*  | 2010  | 2011  | 2012  | 2013  |
| ------ | ------ | ----- | ----- | ----- | ----- |
| 10 453 | 10 466 | 9 642 | 9 564 | 9 505 | 9 460 |

## Transports
Nyjnohirskyï est desservie par la voie ferrée qui relie Kherson aux villes de l'est de la péninsule de Crimée, Kertch et Feodossia et passe par Armiansk et Djankoï.